# Tirapu
Tirapu ist ein Ort und eine Gemeinde (municipio) mit 51 Einwohnern (Stand: 2024) in der autonomen Gemeinschaft Navarra im Norden von Spanien. 

## Lage und Klima
Tirapu liegt in ca. 505 m Höhe und ist ca. 20 km (Fahrtstrecke) in südsüdwestlicher Richtung von der Regionalhauptstadt Pamplona entfernt. Das Klima ist gemäßigt bis warm; Regen (ca. 784 mm/Jahr) fällt übers Jahr verteilt.

## Bevölkerungsentwicklung
| Jahr      | 1970 | 1981 | 1991 | 2001 | 2011 | 2021 |
| Einwohner | 89   | 65   | 69   | 64   | 53   | 47   |

## Sehenswürdigkeiten

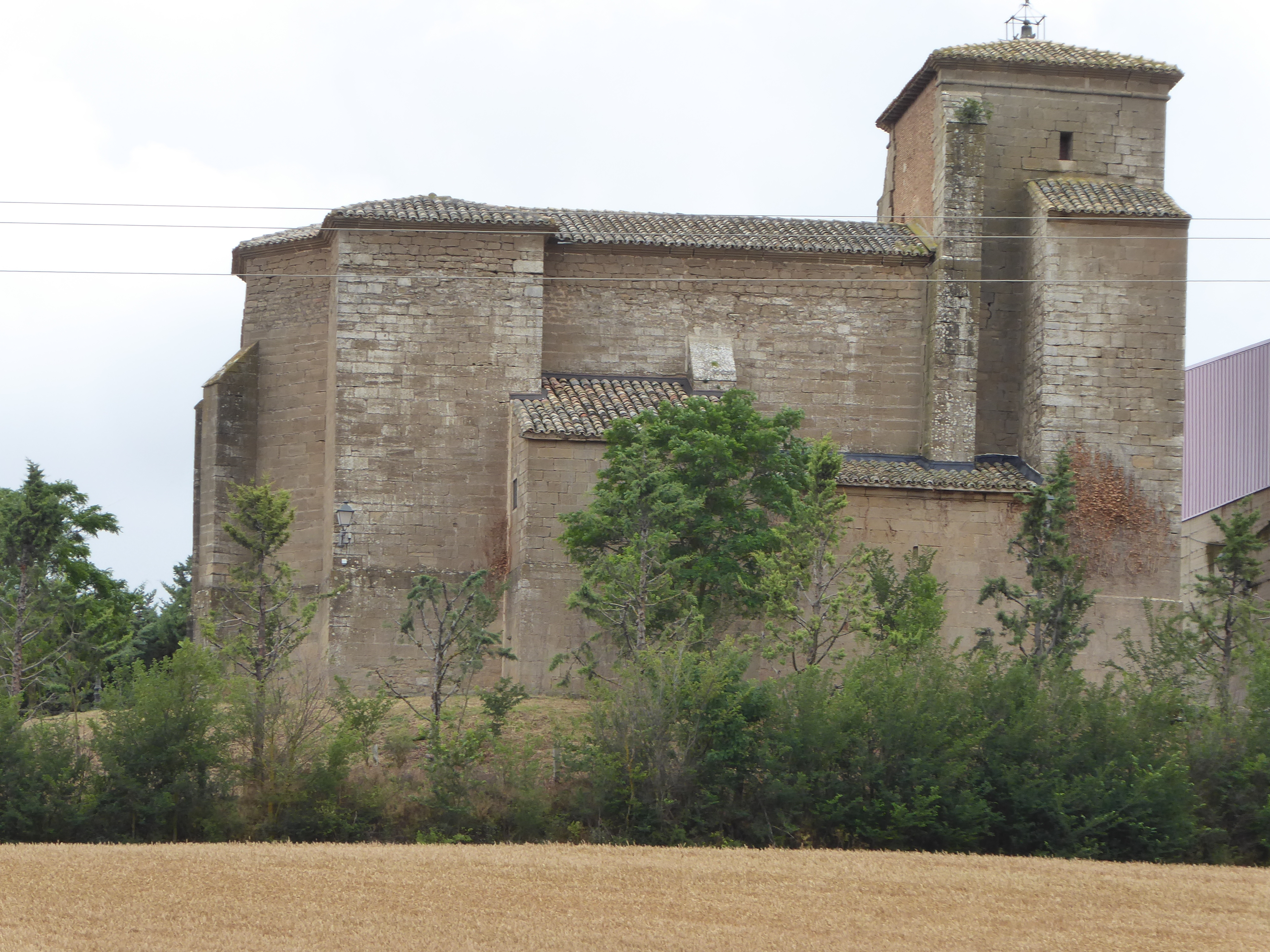
Kirche der Unbefleckten Empfängnis
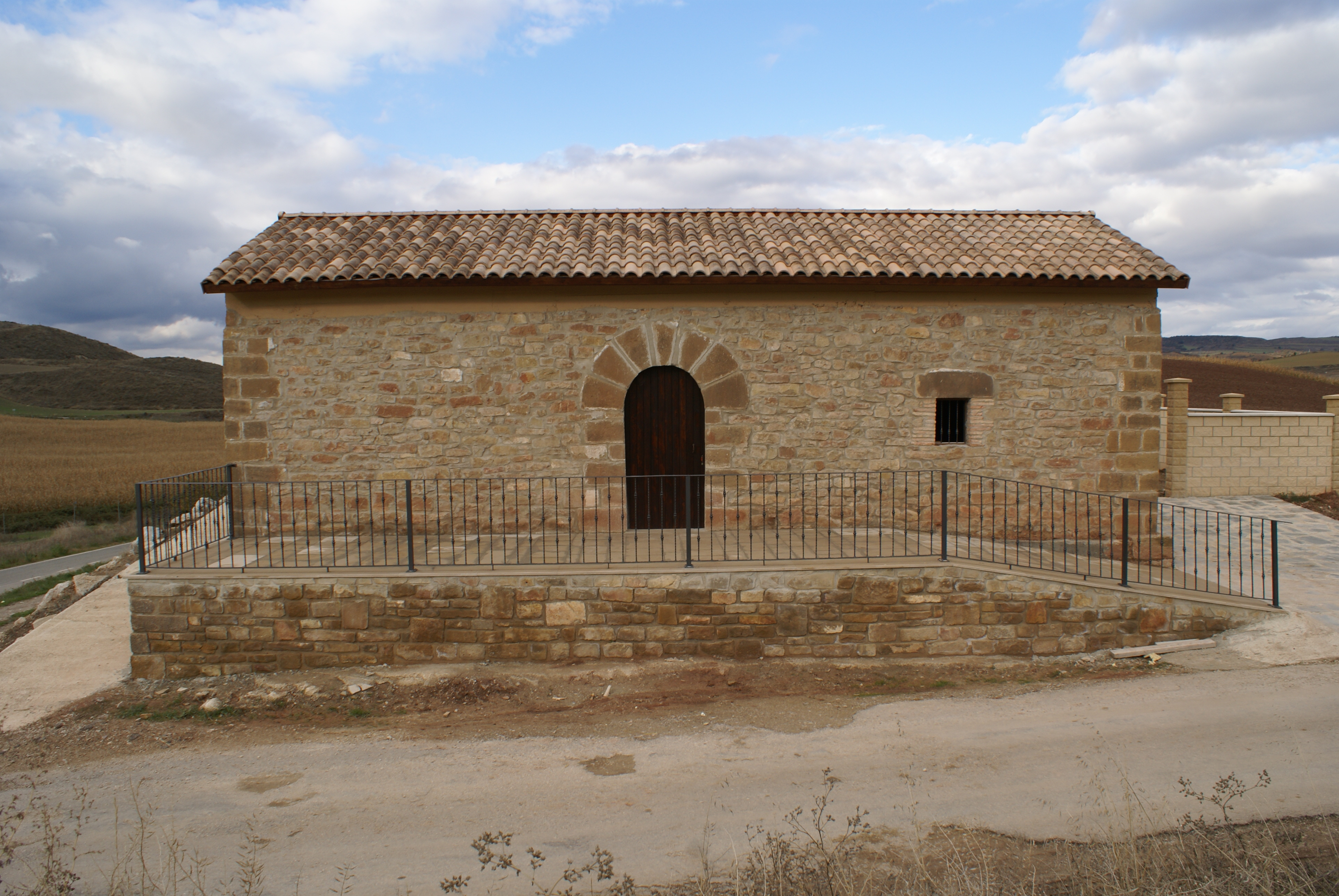
Nikolauskapelle
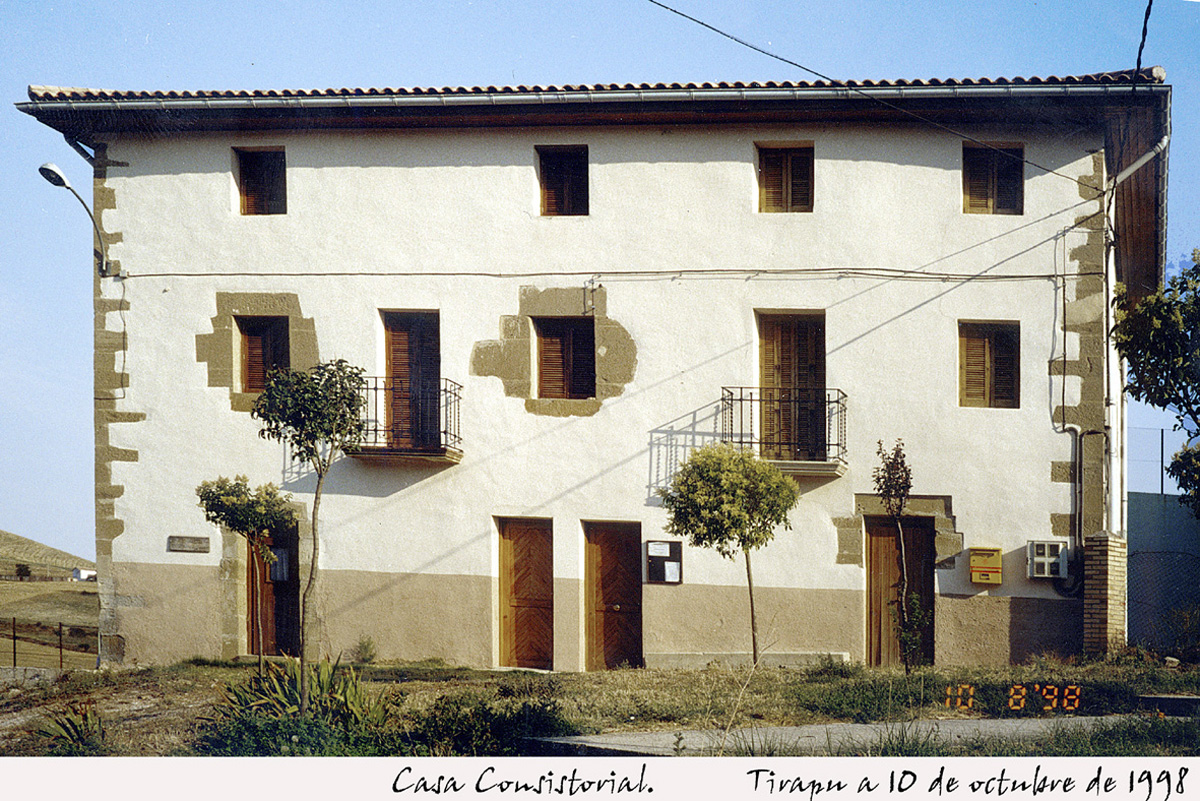
Rathaus

- Kirche der Unbefleckten Empfängnis
- Nikolauskapelle
- Rathaus